# Vixdum Poloniae unitas

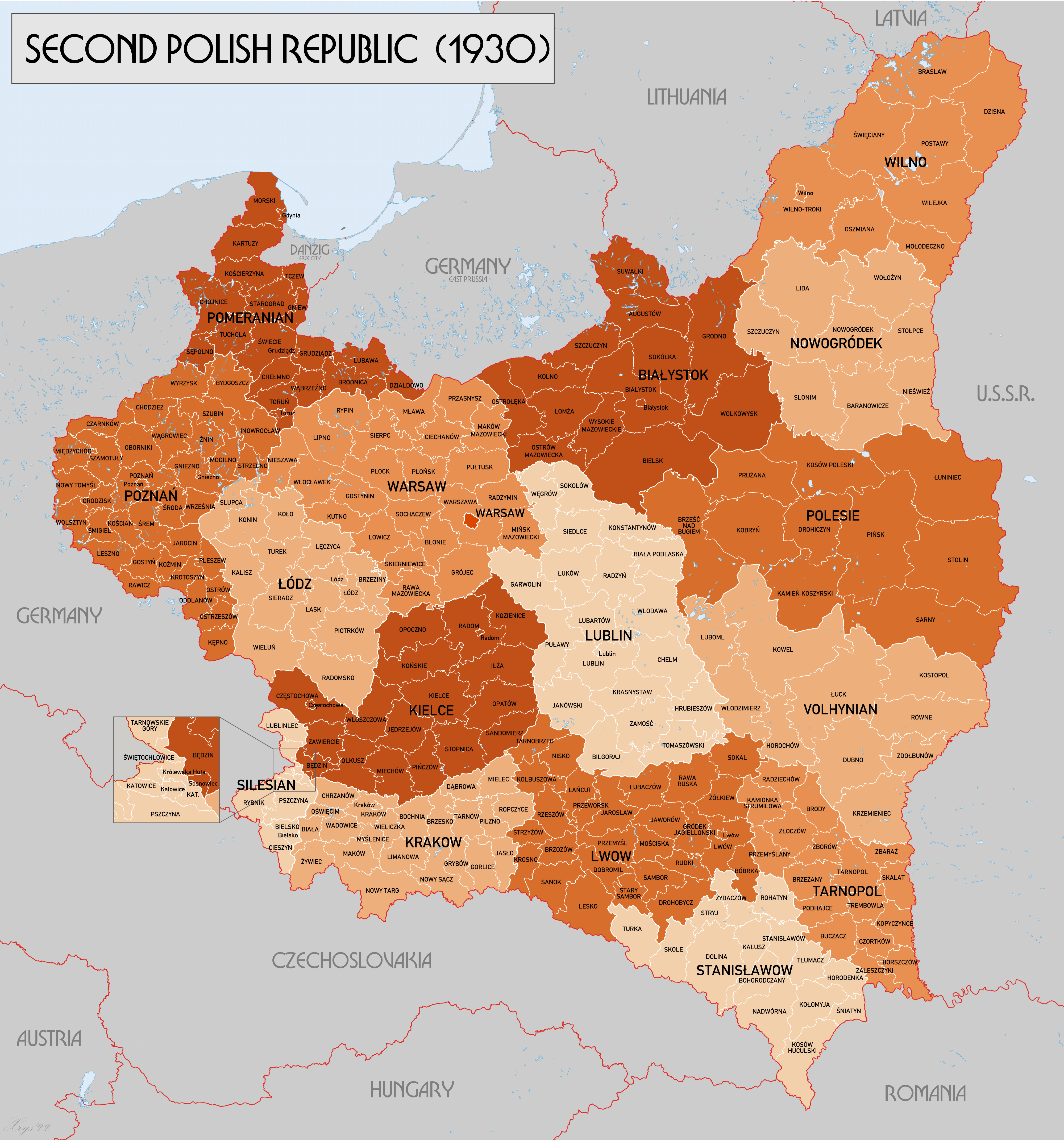
Mappa della Seconda Repubblica di Polonia nel 1930.

Vixdum Poloniae unitas è una bolla di papa Pio XI, pubblicata il 28 ottobre 1925, con la quale fu rivista l'organizzazione ecclesiastica delle diocesi di rito latino del Seconda Repubblica di Polonia.

## Contesto storico
Le trattative di pace al termine della prima guerra mondiale portarono alla restaurazione della repubblica polacca, con territori che, prima dello scoppio della guerra, facevano parte dell'Impero russo, del regno di Prussia e della monarchia asburgica. I confini della Polonia furono definitivamente stabiliti solo dopo la pace di Riga del 1921, l'annessione della Lituania Centrale e dell'Alta Slesia orientale nel 1922.
Dal punto di vista ecclesiastico, dopo le spartizioni della Polonia di fine Settecento e il congresso di Vienna del 1815, le diocesi cattoliche di rito latino, che un tempo erano appartenute alla Confederazione polacco-lituana, avevano subito una nuova organizzazione, soprattutto in base a tre distinte bolle pontifice:
- Maximis undique, 16 ottobre 1798, con la quale erano state definite e organizzate le diocesi dell'impero russo;
- Ex imposita nobis, 30 giugno 1818, con la quale erano state definite e organizzate le diocesi polacche nel regno del Congresso
- De salute animarum, 16 luglio 1821, con la quale furono riorganizzate le diocesi del regno di Prussia, tra cui erano comprese anche alcune diocesi un tempo polacche.

L'organizzazione ecclesiastica stabilita da queste tre bolle rimase sostanzialmente invariata, eccetto lievi modifiche ottocentesche, fino alla prima guerra mondiale.
Il 10 febbraio 1925 il concordato stipulato tra la Santa Sede e la Seconda Repubblica di Polonia prevedeva, tra le altre decisioni, che la Chiesa cattolica in Polonia fosse organizzata in 5 province ecclesiastiche, 6 sedi metropolitane (di cui 2 unite aeque principaliter) e 15 diocesi suffraganee, per un totale di 21 sedi episcopali. Ed inoltre stabilì che nessun territorio della Polonia dipendesse da un vescovo la cui sede si trovasse fuori dai confini dello stato polacco.

## Organizzazione ecclesiastica
Dopo lunghe trattative, la Santa Sede pubblicò la Vixdum Poloniae unitas, con la quale riorganizzò la geografia ecclesiastica della Chiesa polacca in ottemperanza alle decisioni stabilite nel concordato. La bolla decise l'erezione di 2 nuove sedi metropolitane (Vilnius e Cracovia) e 3 nuove diocesi (Pinsk, Częstochowa e Katowice). 

### Provincia ecclesiastica di Gniezno e Poznań
La provincia ecclesiastica di Gniezno e Poznań era composta dalla sede metropolitana omonima e da due diocesi suffraganee, Chełmno e Włocławek. La bolla confermò l'unione aeque principaliter delle sedi di Gniezno e Poznań, stabilita nel 1821.
- Arcidiocesi di Gniezno

L'arcidiocesi era costituita da 21 decanati nel voivodato di Poznań. La riorganizzazione territoriale determinò la cessione alla sede di Poznań dei decanati di Ołobock e Krotoszyn per un totale di 25 parrocchie, e all'acquisizione dalla stessa Poznań dei decanati di Miłosław e Jarocin per 24 parrocchie. Queste modifiche furono necessarie per eliminare alcune enclavi esistenti fra le due arcidiocesi.
- Arcidiocesi di Poznań

L'arcidiocesi era costituita da 29 decanati nel voivodato di Poznań. Acquisì da Gniezno 25 parrocchie e ne cedette alla stessa 24. Contestualmente furono annesse a Poznań anche tutte le parrocchie della diocesi di Breslavia (9 parrocchie, 7 filiali e 13 villaggi), che si trovavano in territorio polacco.
- Diocesi di Chełmno

Comprendeva 24 decanati nel voivodato della Pomerania; la sede episcopale fu trasferita a Pelplin, dove fu eretta a cattedrale la chiesa dell'Assunzione di Maria Vergine; la diocesi tuttavia mantenne il precedente nome di Chełmno. Mantenne integro il proprio territorio interno alla Polonia, ma perse 54 parrocchie che si trovavano oltre confine, nella Città Libera di Danzica e in Germania, che in seguito saranno annesse alle sedi di Danzica, Varmia e Schneidemühl.
- Diocesi di Włocławek

Comprendeva, in tutto o in parte, 23 decanati nel voivodato di Varsavia. Dal punto di vista territoriale la diocesi subì importanti modifiche. Incorporò 2 decanati e 20 parrocchie dalla diocesi di Płock e 1 decanato con 8 parrocchie dalla diocesi di Łódź, ma perse 178 parrocchie: 126 (11 decanati) a favore dell'erezione della nuova diocesi di Częstochowa, 50 alla diocesi di Łódź, e una ciascuna alle diocesi di Kielce e di Płock.

### Provincia ecclesiastica di Varsavia
La provincia ecclesiastica di Varsavia era composta dalla sede metropolitana omonima e da cinque diocesi suffraganee: Płock, Sandomierz, Lublino, Siedlce e Łódź.
- Arcidiocesi di Varsavia

L'arcidiocesi era costituita, in tutto o in parte, da 18 decanati nel voivodato di Varsavia. Dal punto di vista territoriale, l'arcidiocesi non acquisì alcuna parrocchia, ma cedette 1 decanato con 9 parrocchie alla diocesi di Płock, 5 parrocchie alla diocesi di Siedlce e 2 villaggi alla sede di Łódź.
- Diocesi di Plock

Comprendeva, in tutto o in parte, 15 decanati e altre 8 parrocchie nel voivodato di Varsavia. Rispetto al territorio precedente, la diocesi acquisì 1 decanato con 9 parrocchie dall'arcidiocesi di Varsavia e una parrocchia dalla sede di Włocławek; cedette tuttavia 3 decanati per 28 parrocchie alla diocesi di Łomża, 2 decanati per 20 parrocchie a quella di Włocławek, e un villaggio alla sede di Varsavia.
- Diocesi di Sandomierz

Comprendeva, in tutto o in parte, 20 decanati, altre 6 parrocchie e 15 villaggi nel voivodato di Kielce. Nella riformulazione del proprio territorio, la diocesi perse 3 decanati e 17 parrocchie a favore della diocesi di Kielce, mentre dalla stessa diocesi guadagnò 5 parrocchie.
- Diocesi di Lublino

Comprendeva, in tutto o in parte, 21 decanati, altre 4 parrocchie e 11 villaggi nel voivodato di Lublino. Minimi furono i cambiamenti territoriali stabiliti dalla bolla: cedette infatti una sola parrocchia alla diocesi di Siedlce, da cui ha ricevuto 4 parrocchie e 10 villaggi della parrocchia di Koc.
- Diocesi di Siedlce o Podlachia

Comprendeva, in tutto o in parte, 17 decanati, altre 6 parrocchie e 1 villaggio nel voivodato di Lublino. La diocesi non subì importanti modifiche territoriali: cedette 4 parrocchie alla diocesi di Lublino ed acquisì 6 parrocchie, 1 dalla stessa Lublino e 5 dall'arcidiocesi di Varsavia.
- Diocesi di Łódź

Comprendeva, in tutto o in parte, 12 decanati, 2 parrocchie e 2 villaggi nel voivodato di Łódź. Territorialmente cedette 6 decanati con 50 parrocchie alla diocesi di Włocławek, da cui ricevette 1 decanato con 8 parrocchie.

### Provincia ecclesiastica di Vilnius
La provincia ecclesiastica di Vilnius era composta dalla sede metropolitana omonima e da due diocesi suffraganee, Łomża e Pinsk.
- Arcidiocesi di Vilnius

Vilnius fu una nuova sede metropolitana, istituita con la bolla Vixdum Poloniae unitas, ed era costituita, in tutto o in parte, da 22 decanati e altre 4 parrocchie nei voivodati di Wilno, Białystok e Nowogródek. Importanti furono i cambiamenti territoriali subiti da questa sede. Tutto il territorio rimasto in Lituania (5 decanati per 62 parrocchie) divenne, nel 1926, la diocesi di Kaišiadorys. Inoltre cedette 6 decanati per 67 parrocchie a favore dell'erezione della diocesi di Pinsk. Contestualmente acquisì tutte le parrocchie che ora si trovavano in territorio polacco, ma che appartenevano a sedi episcopali estere: un decanato con 14 parrocchie della diocesi di Samogizia, 4 parrocchie della diocesi di Minsk e alcuni villaggi di una parrocchia dell'arcidiocesi di Riga.
- Diocesi di Łomża

Comprendeva 15 decanati nei voivodati di Białystok e Nowogródek. Dopo la guerra, la diocesi di Augustów si trovò divisa fra due stati, la Polonia e l'Unione Sovietica. La bolla decise il definitivo trasferimento della sede vescovile da Augustów a Łomża, dove fu eretta a cattedrale la chiesa di San Michele arcangelo. La diocesi s'ingrandì con 3 decanati per un totale di 27 (o 28) parrocchie, prese dalla diocesi di Płock. L'anno successivo con la parte lituana dell'antica diocesi di Augustów fu eretta la diocesi di Vilkaviškis.
- Diocesi di Pinsk

È una delle nuove diocesi istituite con la bolla Vixdum Poloniae unitas, e comprendeva 14 decanati e 12 parrocchie nei voivodati della Polesia e di Białystok. Il territorio diocesano era stato ricavato dalla diocesi di Minsk (53 parrocchie) e dall'arcidiocesi di Vilnius (67 parrocchie). La bolla stabiliva come cattedrale della nuova diocesi la chiesa dell'Assunzione della Beata Vergine Maria di Pinsk.

### Provincia ecclesiastica di Leopoli
La provincia ecclesiastica di Leopoli era composta dalla sede metropolitana omonima e da due diocesi suffraganee, Przemyśl e Luc'k.
- Arcidiocesi di Leopoli

L'arcidiocesi era costituita da 26 decanati nel voivodato di Leopoli. La bolla Vixdum Poloniae unitas mantenne integro il territorio precedente della sede di Leopoli, ad eccezione della Bucovina, che nel 1930 fu integrata nel territorio della diocesi di Iași.
- Diocesi di Przemyśl

Comprendeva, in tutto o in parte, 32 decanati, oltre a 11 parrocchie nel voivodato di Leopoli. Territorialmente, perse 31 parrocchie, cedute alla diocesi di Tarnów, da cui acquisì una parrocchia.
- Diocesi di Luc'k

Comprendeva 11 decanati nel voivodato di Volinia. La bolla sciolse l'unione aeque principaliter di Luc'k con la diocesi di Žytomyr, rimasta in territorio sovietico, unione stabilita nel 1798. Inoltre la diocesi di Luc'k perse 3 decanati che erano in Ucraina e furono annessi a Žytomyr.

### Provincia ecclesiastica di Cracovia
La provincia ecclesiastica di Cracovia era composta dalla sede metropolitana omonima e da 4 diocesi suffraganee: Tarnów, Kielce, Częstochowa e Katowice.
- Arcidiocesi di Cracovia

Cracovia fu elevata al rango di sede metropolitana con la bolla Vixdum Poloniae unitas; ed era costituita, in tutto o in parte, da 20 decanati, con l'aggiunta di altre 15 parrocchie, nel voivodato di Cracovia. L'arcidiocesi vide ampliarsi il proprio territorio con l'acquisizione di 10 parrocchie della diocesi di Kielce, 6 della diocesi di Tarnów; inoltre furono annesse le 18 parrocchie della diocesi di Spiš che erano in territorio polacco. Perse solo un villaggio, a favore della diocesi di Katowice.
- Diocesi di Tarnów

Comprendeva, in tutto o in parte, 23 decanati, con l'aggiunta di altre 4 parrocchie, nel voivodato di Cracovia. Anche Tarnów vide ampliarsi il suo territorio, con l'aggiunta di 31 parrocchie cedute dalla diocesi di Przemyśl; perse solo 7 parrocchie, 6 assegnate all'arcidiocesi di Cracovia e una alla stessa Przemyśl.
- Diocesi di Kielce

Comprendeva, in tutto o in parte, 22 decanati, con l'aggiunta di altre 12 parrocchie e 9 comunità e villaggi, nel voivodato di Kielce. La diocesi vide ridursi il proprio territorio per la cessione di 60 parrocchie, di cui 45 passate alla nuova diocesi di Częstochowa, 10 a quella di Cracovia e 5 alla diocesi di Sandomierz. Come parziale compensazione, le furono annesse 17 parrocchie che erano appartenute alla stessa sede di Sandomierz e una parrocchia ceduta da Włocławek.
- Diocesi di Częstochowa

Fu una delle nuove diocesi istituite con la bolla Vixdum Poloniae unitas, e comprendeva 15 decanati e una parrocchia, nel voivodato di Kielce. La nuova diocesi era costituita da 126 parrocchie sottratte alla diocesi di Włocławek e 45 parrocchie della diocesi di Kielce. La bolla stabiliva come cattedrale della nuova diocesi la chiesa della Sacra Famiglia di Częstochowa.
- Diocesi di Katowice

Anche Katowice era una nuova diocesi, creata con quella parte dell'arcidiocesi di Breslavia compresa nel nuovo stato polacco. Comprendeva per intero il voivodato della Slesia ed era costituita da 18 decanati, a cui si aggiunse il villaggio di Chełmek, ceduto dall'arcidiocesi di Cracovia. La bolla stabiliva come cattedrale della nuova diocesi la chiesa dei Santi apostoli Pietro e Paolo di Katowice.
L'organizzazione e la suddivisione delle diocesi polacche rimase sostanzialmente invariata fino all'entrata in vigore della Episcoporum Poloniae nel 1972 e poi della Totus tuus Poloniae populus del 1992.